# Racquetball (videojuego)
Racquetball es un videojuego publicado en 1981 por la empresa Apollo para la consola Atari 2600.